# Oteppe
Oteppe is een dorp in de Belgische provincie Luik en een deelgemeente van Burdinne. Tot 1 januari 1977 was het een zelfstandige gemeente.

## Geografisch
Het dorp ligt grotendeels in de vallei van de Burdinale, een zijriviertje van de Mehaigne, en maakt deel uit van het Natuurpark van de Valleien van de Burdinale en de Mehaigne. Het hoogstgelegen punt van Oteppe (160 meter) bevindt zich in de onmiddellijke omgeving van het kasteel.

## Geschiedenis
Op het grondgebied van Oteppe werden Romeinse graven aangetroffen, zodat men ervan uitgaat dat de plaats al minstens sinds die periode bewoond is. De eerste schriftelijke vermelding dateert evenwel van 1034. Het dorp was afhankelijk van het gerechtshof van Wanze en het oude graafschap Moha, maar werd in de 13e eeuw aan de bisschop van Luik geschonken en bij de Bisschoppelijke Tafel ingedeeld. In 1762 werd de heerlijkheid verpand aan de familie de Lochon, die het goed tot het einde van het ancien régime behield.
Tijdens de 19e eeuw telde men in Oteppe enkele bescheiden steengroeven. De meerderheid van de bevolking leefde echter van de landbouw. Hoewel Oteppe ook vandaag nog een belangrijk aantal landbouwers telt, werkt meer dan 1/3 van de bevolking buiten het dorp.
In 1946 begon Maurice Gochel in de Rue du Crucifix met het uitbaten van een bloemmolen. Guy Gochel, die na het overlijden van zijn vader in 1958 de zaak overnam, verplaatste de molen een driehonderdtal meter en besloot zich ook te gaan toeleggen op de verkoop van meststoffen aan plaatselijke landbouwers en particulieren. Vandaag heeft het bedrijfje een tiental arbeiders in dienst.
Tot omstreeks 1950 werd in een fabriekje in Oteppe mineraalwater gebotteld, afkomstig uit een bron in de nabijheid van het kasteel. Het bronwater werd onder de merknaam "Oteppo" gecommercialiseerd.
In 1952 werd de naar inwonertal kleine, maar in oppervlakte bijna even uitgestrekte gemeente Vissoul bij de gemeente Oteppe gevoegd. Sinds 1977 maken beide plaatsen deel uit van de gemeente Burdinne.
Het kasteel van Oteppe en het domein eromheen wordt sinds 1965 uitgebaat als een vakantiecentrum ("L'Hirondelle") met hotel, camping, vakantiechalets en bungalows, zwembaden, speelplein en visvijvers; zodoende is de bevolking van het dorp tijdens de zomermaanden zo goed als verdubbeld.

## Bezienswaardigheden
- Enkele belangwekkende woningen uit het einde van de 18e en de eerste helft van de 19e eeuw staan gegroepeerd in het dorpscentrum Rue de l'Église 1 en 2, Rue des Pages 6, 7 en 8, Thier de l'Église 1 en 2 en Rue de Goria 26 en 28. Op de hoek van de Rue de la Burdinale 76 met de Rue du Château bleef een 19e-eeuwse smidse bewaard.
- De Sint-Michielskerk (Église Saint-Michel) aan het Thier de l'Église Het patronaatsrecht van de kerk van Oteppe was sinds 1304 in handen van de Abdij van Orval te Villers-devant-Orval. De abdij bezat te Oteppe ook het tiendrecht. Op 19 februari 1700 gaf de abdij meester-metselaar François Mierdo de opdracht de toren en de hoofdbeuk van de kerk te herbouwen. In 1774 werd aan architect Arnold Dumoulin gevraagd een nieuw koor te ontwerpen. Meester-metselaar Jean Grognar werd met de uitvoering van de plannen belast. Op 6 mei 1830 besliste de kerkfabriek van Oteppe hoofdbeuk en koor opnieuw te laten herbouwen. Dit nieuwe project was mogelijk dankzij pastoor Gilles-Joseph Maison (+1838) van Oteppe. Deze gewezen monnik van de opgeheven abdij van Beaurepart te Luik was al financieel bijgesprongen voor de bouw van een brug over de Burdinale en een nieuwe school in het dorp. Voor de verbouwing van de kerk droeg hij 30.000 frank bij. Architect Emile Vierset van Hoei tekende de plannen, terwijl de werken werden uitgevoerd door ondernemers Joseph Neuville en Constant Duchesne van Oteppe. De natuursteen werd geleverd door Licour van Lavoir en timmerman Nicolas Mouton stond voor het gebinte in. De werken namen het grootste deel van 1832 en 1833 in beslag. De toren werd in 1887 opnieuw opgetrokken door aannemer Henri Gilsoul van Merdorp, naar plannen van architect François Feuillat van Hoei. De werken verliepen moeizaam. Zo moest het gewelf van het schip opnieuw afgebroken en herbouwd worden om de toren te kunnen dragen. Deze werken werden uitgevoerd door timmerman Désiré Labye, metselaar Théophile Vost en gipsbeeldhouwer Jean Herman. Het kerkmeubilair is van de 18e of de 19e eeuw. De communiebank en de preekstoel (beide uit 1834) zijn werk van Nicolas Lespineux. Het 18e-eeuwse hoofdaltaar stond oorspronkelijk in de Sint-Quirinuspriorij te Hoei.

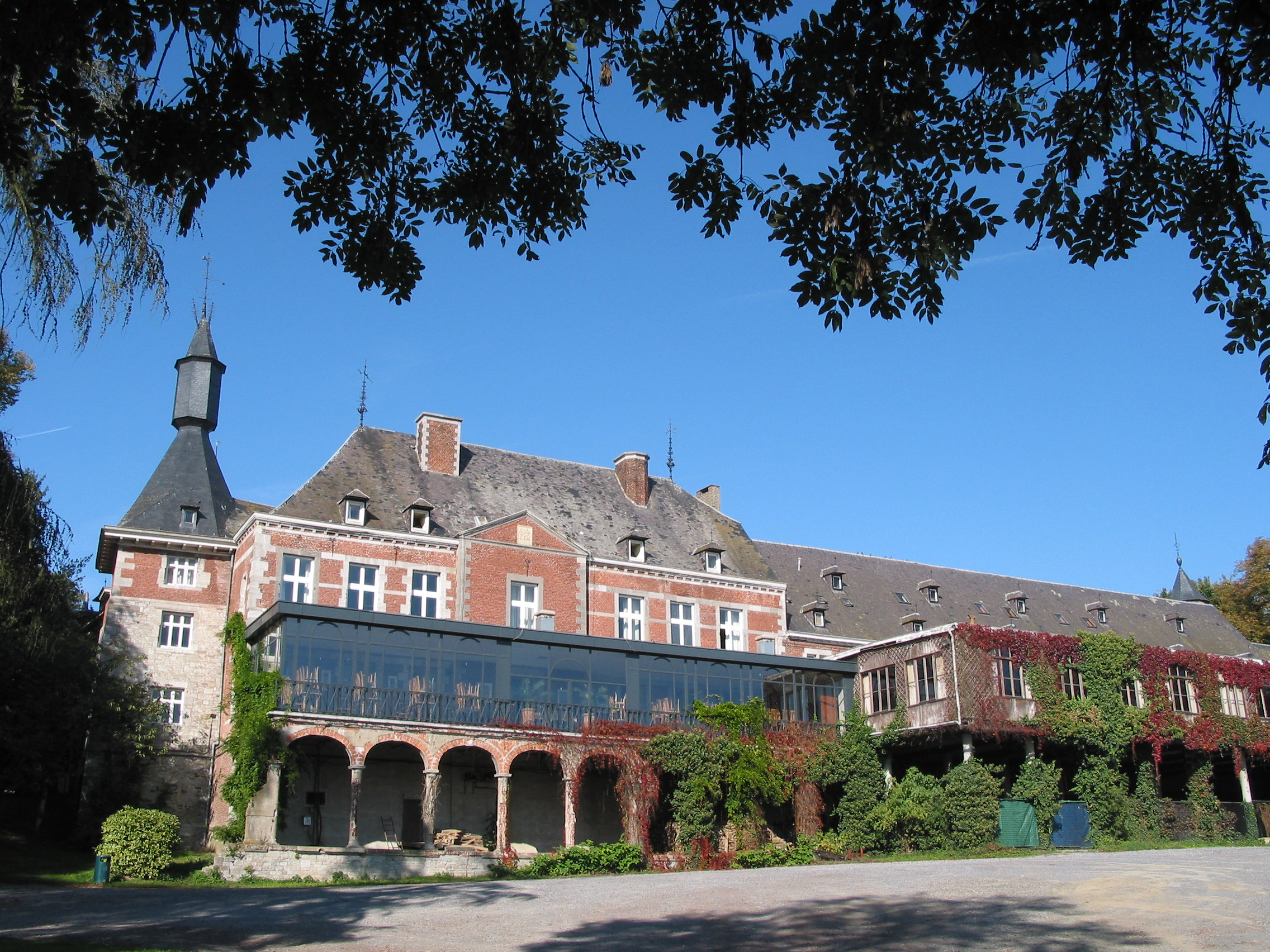
Kasteel van Oteppe

- Het Kasteel van Oteppe (Château d'Oteppe), aan de Rue du Château 1, werd vanaf de 17e eeuw bewoond door de familie de Lochon. Het is hun wapenschild dat het fronton van het hoofdgebouw siert. Het complex van in U-vorm gerangschikte gebouwen dateert van de 17e (toegangspoort) tot de 19e eeuw (delen van het hoofdgebouw en de in kalksteen opgetrokken paardenstallen). Op de binnenkoer verstevigt een 16e-eeuwse, ronde toren de gewezen stallingen. Twee losstaande torens in het park, eveneens uit de 16e eeuw, maakten in het verleden waarschijnlijk deel uit van de ommuring van het kasteel. Binnenin het woongedeelte maken een aantal marmeren schoorsteenmantels, het mooie stucwerk in de kamers en de salon met haar zware lambrisering en de erin verwerkte schilderijen op doek, het meest indruk.

## Natuur en landschap
Oteppe ligt aan de Burdinale, waarvan het dal bosrijk is. De hoogte aan de kerk bedraagt 138 meter.

## Demografische ontwikkeling
- Bronnen:NIS, Opm:1831 tot en met 1970=volkstellingen
- 1961: Aanhechting Vissoul in 1952

## Nabijgelegen kernen
Marneffe, Huccorgne, Lamontzée